# Erdőkürt, Nógrád
Erdőkürt (în slovacă Kirť) este un sat în districtul Pásztó, județul Nógrád, Ungaria, având o populație de 537 de locuitori (2011).

## Demografie
Componența etnică a satului Erdőkürt
     Maghiari (77,15%)
     Slovaci (22,85%)
Componența confesională a satului Erdőkürt
     Romano-catolici (41,53%)
     Luterani (31,66%)
     Fără religie (3,35%)
     Necunoscută (22,53%)
     Reformați (0,93%)
     Alte religii (1,49%)
Conform recensământului din 2011, satul Erdőkürt avea 537 de locuitori. Din punct de vedere etnic, majoritatea locuitorilor (77,15%) erau maghiari, cu o minoritate de slovaci (22,85%). Nu există o religie majoritară, locuitorii fiind romano-catolici (41,53%), luterani (31,66%) și persoane fără religie (3,35%). Pentru 22,53% din locuitori nu este cunoscută apartenența confesională.